# Syodon
Syodon is een geslacht van uitgestorven dinocephalische therapsiden dat ongeveer 267-260 miljoen jaar geleden leefde tijdens het Midden-Perm van het Paleozoïcum. Aanvankelijk werd aangenomen dat deze therapsiden uit Rusland echte zoogdieren waren. 

## Naamgeving
Syodon werd voor het eerst benoemd door Stephan Kutorga in 1838. De fossielen van deze synapsiden werden voor het eerst ontdekt in de regio van de provincie Molotov in Rusland in kalksteenlagen met een hoog kopergehalte. Wetenschappers zijn echter van mening dat deze organismen waarschijnlijk afkomstig zijn van hogere rotslagen vanwege toegenomen specialisaties in hun morfologie.
Het holotype is LGU/ChMP 140/1, een caniniforme tand.
In 1958 werd Cliorhizodon efremovi Orlov, 1940, hernoemd tot een Syodon efremovi. Het holotype is  PIN 157/2.

### Etymologie
De naam Syodon is afgeleid van het Grieks en betekent 'varkenstand'. Deze naam is waarschijnlijk afgeleid van de uitstekende hoektanden die lijken op de onderste hoektanden van een wild zwijn. De soortaanduiding verwijst naar Bjarmaland.

## Eetpatroon
Syodon wordt gekenmerkt als een vleeseter, die zich waarschijnlijk voedde met kleine prooien. hij mist de verbreding van supraorbitale botten over de oogkassen, die zouden fungeren als een 'stress-sink' bij bepaalde hypercarnovere soorten zoals de thalattosuchide Dakosaurus. Deze verdikte supraorbitale gebieden die ook bij grote theropoden worden aangetroffen, zouden de craniale spanning hebben verlicht die werd opgewekt bij het zich voeden met grote prooien. Aangezien deze aanpassing niet wordt gevonden bij Syodon, wordt aangenomen dat hij zich beperkte tot kleine prooien die hij gemakkelijk kon consumeren met zijn beperkte kaakstructuur.

## Paleobiologie
Syodon wordt gekenmerkt door het bezit van bolvormige achterste tanden met significante slijtagefacetten bij volwassenen, terwijl juvenielen daar bladvormige kronen hadden. De haakvormige gebogen 'hoektand' van Syodon is zeer karakteristiek. Syodon heeft ook een set kleinere, vervangende tanden verschoven ten opzichte van de hoofdtandenrij op het verhemelte.
De snuit van Syodon is relatief lang smal in vergelijking met de rest van het lichaam. De snuit omvat ongeveer een kwart van de lengte van de schedel. Deze synapsiden bereikten een lengte van 120 centimeter.